# RTHC Bayer Leverkusen
Ruder Tennis Hockey Club Bayer Leverkusen is een Duitse roei-, tennis- en hockeyclub uit Leverkusen. De club is ontstaan in 1951 uit de fusie de zelfstandige roeivereniging (opgericht in 1910), de tennisvereniging (opgericht in 1913) en de hockeyclub (opgericht in 1919). De club is met ongeveer 2500 leden een van de grootste verenigingen van Leverkusen.